# 卡斯特里尔
卡斯特里尔，是西班牙安达卢西亚自治区格拉纳达省的一个市镇。总面积243平方公里，
2001年普查人口總數為2614人，人口密度為每平方公里11人。